# Con suavidad
«Con suavidad» es una canción del álbum Corazones (1990) del grupo chileno Los Prisioneros.
Fue compuesta por Jorge González durante su época de colaboración con el grupo de performance Las Cleopatras, al igual que «Corazones rojos». 
Su letra es romántica, apasionada y a menudo carnal. En su concierto solista celebrado en el marco del Festival Primavera Fauna 2012, registrado en el CD y DVD Corazones en vivo, González dijo que esta canción era «la mejor» del disco. Esta canción esta dedicada para su excompañero de banda Claudio Narea. 